# Jurski park (film)
Jurski park (izvirni angleški naslov Jurassic Park) je ameriški znanstveno fantastični avanturistični film iz leta 1993, delo filmskega režiserja Stevena Spielberga. Je prvi film iz filmske serije Jurski park (Jurrasic Park) posnet je po istoimenskem romanu Michaela Crichtona, ki je z Davidom Koeppom napisal tudi scenarij. Dogajanje je postavljeno na izmišljen otok Isla Nublar, ki se nahaja daleč od srednjeameriške obale s Tihim oceanom, blizu Kostarike. Tam milijarder z majhno skupino genetikov ustvari zabaviščni park s kloniranimi dinozavri.
Še preden je bil Crichtonov roman izdan, so se za filmske pravice borili štirje filmski studiji. Zmagal je Universal Studios z Stevenom Spielbergom. Koepp je napisal scenarij in spremenil predvsem glavne junake iz romana. Film so snemali v Kaliforniji in na Havajih med avgustom in novembrom leta 1992, produkcija pa je trajala še do maja 1993, medtem ko je Spielberg na Poljskem snemal Schindlerjev seznam (Schindler's List). Dinozavri so bili ustvarjeni računalniško v podjetju Industrial Light & Magic in z animacijami, narejenimi s pomočjo ekipe Stana Winstona. Da bi film imel izpopolnjen zvok, ki je vseboval ogromno živalskih glasov in dinozavrovega rjovenja, je Spielberg nalogo zaupal podjetju DTS, ki je specializirano za urejanje digitalnega zvoka.
S proračunom 65 milijonov USD in z več kot 100 podjetnih pogodb, je Jurski park zaslužil več kot 900 milijonov USD in tako postal najbolj dobičkonosen film vseh časov, do izida Titanika (Titanic) iz leta 1997. Kritiki so film dobro sprejeli, predvsem so pohvalili vizualne učinke filma, glasbo Johna Williamsa in režijo Spielberga. Za 20. obletnico izida filma je bila v kinu leta 2013 izdana tudi 3-D verzija. Jurski park je tako presegel prihodek milijardo USD in tako postal 17. film, ki se nahaja na lestvici 20. najbolj dobičkonosnih filmov vseh časov. Film je osvojil več kot 20 nagrad (med njimi tudi tri oskarje), večinoma za tehnično dovršenost. Jurski park je v filmskem svetu pomenil nov korak vizualnih efektov in animacij. Filmu je sledilo pet nadaljevanj: Jurski park 2: Izgubljeni svet (The Lost World: Jurrasic Park, 1997), Jurski park 3 (Jurrasic Park III, 2001), Jurski svet (Jurrasic World, 2015), Jurski svet: Padlo kraljestvo (Jurassic World: Fallen Kingdom, 2018) in Jurski svet: Prevlada (Jurassic World Dominion, 2022).

## Vsebina
Gospodarstvenik John Hammond in njegovo podjetje InGen ustvarijo zabaviščni park, z imenom Jurski park, na Isli Nublar, kostariškem otoku, ki je naseljen s kloniranimi dinozavri. Potem ko je enega izmed uslužbencev na otoku ubije Velociraptor, vlagatelji na čelu z odvetnikom Donaldom Gennarom, zahtevajo da strokovnjaki obiščejo park in ocenijo njegovo varnost. Gennaro povabi matematika Iana Malcolma, medtem ko Hammond povabi paleontologa dr. Alana Granta in dr. Ellie Sattler. Med obiskom je skupina šokirana, ko opazi živega Brahiozavra.
Skupina med obiskom izve, da so klonirali s pomočjo dinozavrovega DNK-ja iz komarja ujetega v jantarju. Prav tako so uporabljali žabji DNK. Da bi preprečili parjenje, so vse dinozavre naredili ženske. Malcolm meni, da se bo takšna metoda preprečevanja parjenja kmalu sesula. Skupina je priča izvalitve Veraptorja in obišče Veraptorjevo kletko. Med kosilom je skupina na čelu z Malcolmom zelo kritična glede etike kloniranja in ustvarjanja dinozavrov.
Skupini se nato pridružita še Hammondova vnuka Lex in Tim Murphy, da bi si ogledala park, medtem ko bo Hammond opazoval ogled iz nadzorne sobe. Ogled ne poteka tako kot bi morač, saj večino dinozavrov sploh ni na vidiku, zato se skupina ustavi pri bolnem Triceratopsu. Ogled se nato ustavi zaradi tropske nevihte, ki zajame celoten otok. Večina zaposlenih se z ladjo odpravi na celino, obiskovalci pa ostanejo v električnih oglednih vozilih, razen Sattlerjeve, ki ostane z veterinarjem ob bolnem Triceratopsu.
Glavnega računalniškega programerja Jurskega parka, Dennisa Nerdya, najame Hammondoov tekmec, Dodgson, da bi ukradel nepoškodovane dinozavrove zarodke. Nerdy tako izključi ves varnostni sistem in tako pridobi dostop do sobe z zarodki, kjer zarodke vstavi v posebej narejeno posodico za britje, ki mu jo je dal Dodgson. Ker Nerdy izklopi tudi električna vozila, ta ostanejo pred Tiranozavrovo ogrado, ki zaradi izklopa elektrike lahko pobegne in napade obiskovalce. Grant, Lex in Tim pobegnejo, medtem ko Tiranozaver poškoduje Malcolma in požre Gennara. Na poti, da bi dostavil zarodke, se Nerdy izgubi v dežju in si pokvari vozilo. Tako ga z lahkoto ubije Dilofozaver.
Sattlerjeva odide z nadzornikom Robertom Muldoonom iskati preživele, vendar najdeta le ranjenega Malcolma preden jih napade Tiranozaver. Grant, Lex in Tim si medtem najdejo zavetje v krošnjah dreves. Naslednje jutro najdejo jajčne lupine. Grant ugotovi, da so pri dinozavrih uporabili DNK afriške vrste žabe, ki lahko spremeni spol zato lahko to storijo tudi dinozavri, kar pomeni da se lahko parijo in Malcolmova teorija je bila potrjena.
Ker ne morejo razvozlati Nerdyevega varnostnega gesla, se Hammond in glavni inženir parka Ray Arnold odločita, da bosta ponovno zagnala elektriko. Skupina se zapre v bunker, medtem ko se Arnold odpravi zagnati elektriko. Ker se Arnold ne vrne, se Sattlerjeva in Muldoon odpravita ponj. Ugotovita, da je izklop elektrike povzročil pobeg Veraptorjev. Muldoon zamoti Veraptorje, medtem ko Sattlerjeva ponovno zažene elektriko in odkrije Arnoldovo roko, medtem ko jo napadejo Veraptorji. Veraptorji medtem ubijejo Muldoona.
Grant, Lex in Tim se vrnejo v center za obiskovalce. Grant začne iskati Sattlerjevo in pusti Lex in Tima samo, ki ju napadejo Veraptorji, vendar se jim skrijeta v kuhinjo in nato pobegneta k Grantu in Sattlerjevi. Lex ponovno vzpostavi varnostni sistem in tako lahko Hammond pokliče na pomoč. Skupino nato obkrožijo Veraptorji, vendar jih ubije Tiranozaver, kar jim omogoči pobeg. Hammond z Malcolmom pobere skupino z džipom in se vkrcajo na helikopter, ter pobegnejo z otoka.

## Igralci
- Sam Neill kot dr. Alan Grant
- Laura Dern kot dr. Ellie Sattler
- Jeff Goldblum kot dr. Ian Malcolm
- Richard Attenborough kot John Hammond
- Bob Peck kot Robert Muldoon
- Martin Ferrero kot Donald Gennaro
- B. D. Wong kot dr. Henry Wu
- Joseph Mazzello kot Timothy "Tim" Murphy
- Ariana Richards kot Alexis "Lex" Murphy
- Samuel L. Jackson kot Ray Arnold
- Wayne Knight kot Dennis Nedry
- Jerry Molen kot dr. Harding
- Miguel Sandoval kot Juanito Rostagno
- Cameron Thor kot Dodgson